# Luo Wei

Luo Wei (förenklad kinesiska: 罗微; traditionell kinesiska: 羅微; pinyin: Luó Wēi), född 23 maj 1983 i Peking, är en kinesisk taekwondoutövare.
Luo tog sin första internationella medalj, ett brons i weltervikt, vid Asiatiska spelen 2002 i Busan, Sydkorea, och fyra år senare guld i mellanvikt vid Asiatiska spelen 2006 i Doha, Qatar.
Hon tog också guld i mellanvikt vid Världsmästerskapen i taekwondo 2003 i tyska Garmisch-Partenkirchen, och brons vid mästerskapen 2007 i Peking.
Hennes kanske största framgång är OS-guld i mellanviktsklassen i samband med de olympiska taekwondo-turneringarna 2004 i Aten.